# 4 Весов
4 Весов (лат. 4 Librae, HD 129433) — одиночная звезда в созвездии Весов на расстоянии приблизительно 507 световых лет (около 155 парсеков) от Солнца. Видимая звёздная величина звезды — +5,73m.

## Характеристики
4 Весов — бело-голубая звезда спектрального класса B9,5V. Радиус — около 3,79 солнечных, светимость — около 119,93 солнечных. Эффективная температура — около 9817 К.